# Pellegrino (Firenze)
Pellegrino is een plaats (frazione) in de Italiaanse gemeente Firenze.